# جيمس شيريدان
جيمس شيريدان (بالإنجليزية: James Sheridan)‏ (15 مايو 1882 ببلفاست في المملكة المتحدة - 1960) هو لاعب كرة قدم أيرلندي في مركز الهجوم. شارك مع منتخب أيرلندا لكرة القدم. أما مع النوادي، فقد لعب مع ستوك سيتي ونادي إيفرتون.

## وصلات خارجية
- جيمس شيريدان على موقع قاعدة بيانات كرة القدم.إي يو (الإنجليزية)
- جيمس شيريدان على موقع ناشيونال فوتبول تيمز (الإنجليزية)